# Orfeu Negro
Orfeu Negro is een Braziliaans-Franse film uit 1959 onder regie van Marcel Camus. De film is gebaseerd op het gelijknamige toneelstuk van de Braziliaanse auteur Vinicius de Moraes.
Camus won met deze film de Gouden Palm op het filmfestival van Cannes in 1959 en de Oscar voor Beste buitenlandse film in 1960.

## Verhaal
De mooie Eurídice is vanuit haar dorp gevlucht naar de stad Rio de Janeiro. Ze wil onderduiken bij haar nicht Serafina, omdat een man haar wil vermoorden. Wanneer ze per boot aankomt, komt ze midden in het carnaval terecht. Ze ontmoet er de trambestuurder Orfeu en ze worden verliefd op elkaar. Orfeu is echter al verloofd met de bezitterige Mira en er zijn nog andere vrouwen die een oogje op hem hebben.

## Rolverdeling
| Acteur                | Personage |
| --------------------- | --------- |
| Breno Mello           | Orfeu     |
| Marpessa Dawn         | Eurídice  |
| Lourdes de Oliveira   | Mira      |
| Léa Garcia            | Serafina  |
| Adhemar da Silva      | De Dood   |
| Alexandro Constantino | Hermes    |
| Waldemar de Souza     | Chico     |
| Jorge dos Santos      | Benedito  |
| Aurino Cassiano       | Zeca      |

## Muziek
De muziek van Tom Jobim en Luiz Bonfá in deze film betekende een doorbraak voor de verspreiding van de bossanova.